# Sport (stație de premetrou din Antwerpen)
Sport (în neerlandeză Premetrostation Sport) este o stație a premetroului din Antwerpen, care face parte din rețeaua de tramvai din Antwerpen. Stația este situată în nordul orașului, sub Piața M. Grégoireplein, nu departe de Sportpaleis.

## Caracteristici
Stația Sport a fost inaugurată pe 1 aprilie 1996, odată cu deschiderea circulației prin secțiunea de nord a premetroului, în lungime de 4,2 km, între Opera și Sportpaleis. Sport este o stație modernă și luxoasă, deoarece la construcția sa a fost pus la dispoziție un buget suplimentar. Ea este poziționată într-un viraj al tunelului, fiind situată pe o buclă de întoarcere pentru tramvaiele care vin dinspre stația Schijnpoort. Aspectul său a fost conceput de arhitecții Renaat Braem și Jan Willems și este caracterizat printr-un model în mozaic și o semnalizare modernă. Pereții stației sunt decorați cu figuri din lemn reprezentând cicliști și patinatori. Începând din septembrie 2005, stația Sport este echipată cu ascensoare și panouri de semnalizare pentru nevăzători.
Sala de bilete este situată la nivelul -1, deasupra peroanelor. Acestea se află la nivelul -2 (peroanele dinspre și către stația Schijnpoort), respectiv -3 (peronul spre Merksem).
Începând din 27 octombrie 2007, în afară de tramvaiele liniei 3, prin stație circulă și cele ale liniei 6, iar din 1 septembrie 2012, prin stația Sport trec și tramvaiele liniei 2.